# Melhores do Ano de 2003
O Melhores do Ano de 2003 foi a 8ª edição dos Melhores do Ano, prêmio entregue pela emissora de televisão brasileira TV Globo aos melhores artistas e produções da emissora referentes ao ano de 2003.
A grande vencedora foi a novela Mulheres Apaixonadas, com 5 prêmios, ainda que a novela Kubanacan tenha ganhado os principais prêmios, Melhor Ator e Atriz.

## Resumo
| Programa                 | Indicações | Prêmios |
| ------------------------ | ---------- | ------- |
| Mulheres Apaixonadas     | 16         | 5       |
| Chocolate com Pimenta    | 7          | 1       |
| Kubanacan                | 5          | 3       |
| A Casa das Sete Mulheres | 2          | 0       |
| Malhação                 | 2          | 0       |
| Sítio do Picapau Amarelo | 2          | 0       |

## Vencedores e indicados
Os vencedores estão em negrito.
| Melhor Ator | Melhor Atriz |
| --- | --- |
| - Marcos Pasquim - (Esteban em Kubanacan) - José Mayer - (César em Mulheres Apaixonadas) - Tony Ramos - (Téo em Mulheres Apaixonadas)                                          | - Adriana Esteves - (Lola em Kubanacan) - Christiane Torloni - (Helena em Mulheres Apaixonadas) - Giulia Gam - (Heloísa em Mulheres Apaixonadas)                       |
| Melhor Ator Coadjuvante | Melhor Atriz Coadjuvante |
| - Vladimir Brichta - (Enrico em Kubanacan) - Marcello Novaes - (Timóteo em Chocolate com Pimenta) - Marcos Caruso - (Carlão em Mulheres Apaixonadas)                           | - Vanessa Gerbelli - (Fernanda em Mulheres Apaixonadas) - Helena Ranaldi - (Raquel em Mulheres Apaixonadas) - Regiane Alves - (Dóris em Mulheres Apaixonadas)          |
| Melhor Ator Revelação | Melhor Atriz Revelação |
| - Dan Stulbach - (Marcos em Mulheres Apaixonadas) - Pedro Furtado - (Fred em Mulheres Apaixonadas) - Sérgio Marone - (Victor em Malhação)                                      | - Alinne Moraes - (Clara em Mulheres Apaixonadas) - Camila Morgado - (Manuela de Paula Ferreira em A Casa das Sete Mulheres) - Manuela do Monte - (Luísa em Malhação)  |
| Melhor Ator Mirim | Melhor Atriz Mirim |
| - Kayky Brito - (Bernardete / Bernardo em Chocolate com Pimenta) - Victor Cugula - (Lucas em Mulheres Apaixonadas) - César Cardadeiro - (Pedrinho em Sítio do Picapau Amarelo) | - Bruna Marquezine - (Salete em Mulheres Apaixonadas) - Isabelle Drummond - (Emília em Sítio do Picapau Amarelo) - Marcela Barrozo - (Estela em Chocolate com Pimenta) |
| Melhor Cantor | Melhor Cantora |
| - Daniel - Caetano Veloso - Rogério Flausino | - Ivete Sangalo - Ana Carolina - Kelly Key |
| Melhor Grupo ou Dupla | Melhor Banda |
| - Bruno e Marrone - Chitãozinho & Xororó - Guilherme & Santiago | - Charlie Brown Jr. - Detonautas Roque Clube - LS Jack |
| Música de Novela | Música do Ano |
| - "Amor Maior", Jota Quest (Mulheres Apaixonadas) - "Além do Arco-Íris", Luiza Possi (Chocolate com Pimenta) - "Velha Infância", Tribalistas (Mulheres Apaixonadas)            | - "Tô Nem Aí", Luka - "Anjo", Kelly Key - "Nada É por Acaso", Sandy & Junior                                                                                           |
| Destaque no Esporte | Destaque no Jornalista |
| - Daiane dos Santos | - Ana Paula Padrão |
| Revelação Musical | Melhor Humorista |
| - Felipe Dylon - Luka - Maria Rita | - Rogério Cardoso - (A Grande Família) |

### Prêmios especiais
| Troféu Mário Lago |
| ----------------- |
| - Paulo José      |

## Apresentações
| Artista         | Música           |
| --------------- | ---------------- |
| Felipe Dylon    | "Deixa Disso"    |
| Jota Quest      | "Amor Maior"     |
| Luka            | "Tô Nem Aí"      |
| Bruno & Marrone | "Vai Dar Namoro" |